# KBS 2TV TV소설
KBS 2TV TV소설은 1987년 3월 2일부터 2009년 4월 17일·2011년 11월 7일부터 2018년 8월 31일까지 방송되었던 드라마 프로그램이었다.

## 기획 의도
탁월한 전달을 위해 TV 영상 장르와 소설의 섬세한 묘사력을 접목하여 아침 시간대 주부들의 한 편의 수필이나 소설 낭독을 듣는 것처럼 새로운 형태의 TV소설에 밝힌 것이며 실제와 가상 토대로 만든다.

## 개요
시대극 드라마 형식으로 방송되었다.
《은하수》라는 프로그램부터 KBS 2TV 아침 드라마 신설에 따라 KBS 1TV로 편성 변경했다가 《복희 누나》를 시작으로 TV소설이 재개되면서 KBS 2TV에서 방송·편성했다.
《파도야 파도야》를 마지막으로 KBS 2TV TV소설은 최종 폐지되었다.

## 방송 시간
| 방송 채널 | 방송 기간                           | 방송 시간                                     | 방송 분량 |
| --------- | ----------------------------------- | --------------------------------------------- | --------- |
| KBS 1TV   | 1987년 3월 2일 ~ 1987년 3월 13일    | 매주 월요일 ~ 금요일 저녁 7시 25분 ~ 7시 45분 | 20분      |
| KBS 1TV   | 1987년 3월 17일 ~ 1987년 3월 20일   | 화요일 ~ 금요일 저녁 7시 25분 ~ 7시 45분      | 20분      |
| KBS 1TV   | 1987년 3월 23일 ~ 1987년 3월 24일   | 월요일 ~ 화요일 저녁 7시 25분 ~ 7시 45분      | 20분      |
| KBS 1TV   | 1987년 3월 25일                     | 수요일 저녁 7시 10분 ~ 7시 30분               | 20분      |
| KBS 1TV   | 1987년 3월 26일 ~ 1987년 3월 27일   | 목요일 ~ 금요일 저녁 7시 25분 ~ 7시 45분      | 20분      |
| KBS 1TV   | 1987년 3월 30일 ~ 1987년 4월 3일    | 월요일 ~ 금요일 저녁 7시 25분 ~ 7시 45분      | 20분      |
| KBS 1TV   | 1987년 4월 6일 ~ 1987년 4월 17일    | 매주 월요일 ~ 금요일 저녁 7시 25분 ~ 7시 45분 | 20분      |
| KBS 1TV   | 1987년 4월 20일                     | 월요일 저녁 7시 15분 ~ 7시 35분               | 20분      |
| KBS 1TV   | 1987년 4월 21일 ~ 1987년 4월 23일   | 화요일 ~ 목요일 저녁 7시 25분 ~ 7시 45분      | 20분      |
| KBS 1TV   | 1987년 4월 27일                     | 월요일 밤 8시 15분 ~ 8시 35분                 | 20분      |
| KBS 1TV   | 1987년 4월 28일 ~ 1987년 5월 1일    | 화요일 ~ 금요일 저녁 7시 25분 ~ 7시 45분      | 20분      |
| KBS 1TV   | 1987년 5월 4일                      | 월요일 저녁 7시 50분 ~ 8시 10분               | 20분      |
| KBS 1TV   | 1987년 5월 6일 ~ 1987년 5월 8일     | 수요일 ~ 금요일 저녁 7시 25분 ~ 7시 45분      | 20분      |
| KBS 1TV   | 1987년 5월 11일 ~ 1987년 5월 14일   | 월요일 ~ 목요일 저녁 7시 25분 ~ 7시 45분      | 20분      |
| KBS 1TV   | 1987년 5월 18일 ~ 1987년 5월 21일   | 월요일 ~ 목요일 저녁 7시 25분 ~ 7시 45분      | 20분      |
| KBS 1TV   | 1987년 5월 25일 ~ 1987년 5월 28일   | 월요일 ~ 목요일 밤 8시 15분 ~ 8시 35분        | 20분      |
| KBS 1TV   | 1987년 6월 1일 ~ 1987년 6월 4일     | 월요일 ~ 목요일 저녁 7시 25분 ~ 7시 45분      | 20분      |
| KBS 1TV   | 1987년 6월 8일 ~ 1987년 6월 9일     | 월요일 ~ 화요일 저녁 7시 25분 ~ 7시 45분      | 20분      |
| KBS 1TV   | 1987년 6월 10일                     | 수요일 밤 8시 15분 ~ 8시 35분                 | 20분      |
| KBS 1TV   | 1987년 6월 11일 ~ 1987년 6월 12일   | 목요일 ~ 금요일 저녁 7시 25분 ~ 7시 45분      | 20분      |
| KBS 1TV   | 1987년 6월 15일 ~ 1987년 6월 18일   | 월요일 ~ 목요일 저녁 7시 25분 ~ 7시 45분      | 20분      |
| KBS 1TV   | 1987년 6월 22일 ~ 1987년 6월 23일   | 월요일 ~ 화요일 저녁 7시 25분 ~ 7시 45분      | 20분      |
| KBS 1TV   | 1987년 6월 24일                     | 수요일 저녁 7시 5분 ~ 7시 35분                | 35분      |
| KBS 1TV   | 1987년 6월 29일 ~ 1987년 7월 2일    | 월요일 ~ 목요일 저녁 7시 25분 ~ 7시 45분      | 20분      |
| KBS 1TV   | 1987년 7월 3일                      | 금요일 밤 8시 15분 ~ 8시 35분                 | 20분      |
| KBS 1TV   | 1987년 7월 6일 ~ 1987년 7월 9일     | 월요일 ~ 목요일 저녁 7시 25분 ~ 7시 45분      | 20분      |
| KBS 1TV   | 1987년 7월 12일 ~ 1987년 7월 17일   | 월요일 ~ 금요일 저녁 7시 25분 ~ 7시 45분      | 20분      |
| KBS 1TV   | 1987년 7월 20일 ~ 1987년 7월 23일   | 월요일 ~ 목요일 저녁 7시 25분 ~ 7시 45분      | 20분      |
| KBS 1TV   | 1987년 7월 27일 ~ 1987년 7월 31일   | 월요일 ~ 금요일 저녁 7시 25분 ~ 7시 45분      | 20분      |
| KBS 1TV   | 1987년 8월 3일 ~ 1987년 8월 5일     | 월요일 ~ 수요일 저녁 7시 25분 ~ 7시 45분      | 20분      |
| KBS 1TV   | 1987년 8월 10일 ~ 1987년 8월 13일   | 월요일 ~ 목요일 저녁 7시 25분 ~ 7시 45분      | 20분      |
| KBS 1TV   | 1987년 8월 17일 ~ 1987년 8월 21일   | 월요일 ~ 금요일 저녁 7시 25분 ~ 7시 45분      | 20분      |
| KBS 1TV   | 1987년 8월 24일                     | 월요일 저녁 7시 25분 ~ 7시 45분               | 20분      |
| KBS 1TV   | 1987년 8월 25일                     | 화요일 저녁 6시 55분 ~ 7시 15분               | 20분      |
| KBS 1TV   | 1987년 8월 26일 ~ 1987년 8월 27일   | 수요일 ~ 목요일 저녁 7시 25분 ~ 7시 45분      | 20분      |
| KBS 1TV   | 1987년 8월 31일 ~ 1987년 9월 2일    | 월요일 ~ 수요일 저녁 7시 25분 ~ 7시 45분      | 20분      |
| KBS 1TV   | 1987년 9월 3일                      | 목요일 저녁 6시 40분 ~ 7시                    | 20분      |
| KBS 1TV   | 1987년 9월 7일 ~ 1987년 9월 10일    | 월요일 ~ 목요일 저녁 7시 25분 ~ 7시 45분      | 20분      |
| KBS 1TV   | 1987년 9월 14일 ~ 1987년 9월 16일   | 월요일 ~ 수요일 저녁 7시 25분 ~ 7시 45분      | 20분      |
| KBS 1TV   | 1987년 9월 21일 ~ 1987년 9월 22일   | 월요일 ~ 화요일 저녁 7시 25분 ~ 7시 45분      | 20분      |
| KBS 1TV   | 1987년 9월 24일                     | 목요일 저녁 7시 25분 ~ 7시 45분               | 20분      |
| KBS 1TV   | 1987년 9월 25일                     | 금요일 밤 8시 15분 ~ 8시 35분                 | 20분      |
| KBS 1TV   | 1987년 9월 28일 ~ 1987년 9월 29일   | 월요일 ~ 화요일 저녁 7시 25분 ~ 7시 45분      | 20분      |
| KBS 1TV   | 1987년 10월 1일                     | 목요일 저녁 7시 25분 ~ 7시 45분               | 20분      |
| KBS 1TV   | 1987년 10월 5일 ~ 1987년 10월 6일   | 월요일 ~ 화요일 저녁 7시 25분 ~ 7시 45분      | 20분      |
| KBS 1TV   | 1987년 10월 8일                     | 목요일 저녁 7시 10분 ~ 7시 35분               | 35분      |
| KBS 1TV   | 1996년 3월 4일 ~ 1996년 10월 12일   | 매주 월요일 ~ 토요일 오전 8시 20분 ~ 8시 40분 | 20분      |
| KBS 1TV   | 1996년 10월 14일 ~ 1999년 10월 16일 | 매주 월요일 ~ 토요일 오전 8시 10분 ~ 8시 30분 | 20분      |
| KBS 1TV   | 1999년 10월 18일 ~ 2000년 10월 21일 | 매주 월요일 ~ 토요일 오전 8시 5분 ~ 8시 25분  | 20분      |
| KBS 1TV   | 2000년 10월 23일 ~ 2007년 4월 28일  | 매주 월요일 ~ 토요일 오전 8시 5분 ~ 8시 30분  | 25분      |
| KBS 1TV   | 2007년 4월 30일 ~ 2009년 4월 17일   | 매주 월요일 ~ 금요일 오전 7시 50분 ~ 8시 25분 | 35분      |
| KBS 2TV   | 1995년 5월 1일 ~ 1996년 3월 2일     | 매주 월요일 ~ 토요일 오전 8시 45분 ~ 9시 10분 | 25분      |
| KBS 2TV   | 2011년 11월 7일 ~ 2018년 8월 31일   | 매주 평일 오전 9시 ~ 9시 40분                 | 40분      |

## 프로그램 리스트
|  | - 아래의 텔레비전 드라마 중 2002년 11월 이후에 시청 가능 연령을 표시하는 드라마 등급 제도를 의무적으로 시행하고 있습니다. - 2017년 3월 1일부터 TV 프로그램 등급 표시 외에 주제, 폭력성, 선정성, 언어, 모방 위험 등 분류 사유 표시를 의무적으로 시행하고 있습니다. |

### 1980년대
| 제목            | 방송 일자                         | 비고                         |
| --------------- | --------------------------------- | ---------------------------- |
| 《사랑》        | 1987년 3월 2일~4월 3일            | KBS 1TV에서 방송             |
| 《산유화》      | 1987년 4월 6일 ~ 1987년 5월 14일  |                              |
| 《순애보》      | 1987년 5월 18일 ~ 1987년 6월 24일 |                              |
| 《영원의 미소》 | 1987년 6월 29일 ~ 1987년 8월 5일  |                              |
| 《진주탑》      | 1987년 8월 10일 ~ 1987년 10월 8일 | 이 작품까지 KBS 1TV에서 방송 |

### 1990년대
| 제목               | 방송 일자                         | 비고                                   |
| ------------------ | --------------------------------- | -------------------------------------- |
| 《길》             | 1995년 5월 1일 ~ 1995년 10월 14일 | 이 작품부터 KBS 2TV에서 방송           |
| 《여울》           | 1995년 10월 16일 ~ 1996년 3월 2일 |                                        |
| 《은하수》         | 1996년 3월 4일 ~ 1996년 8월 31일  | 이 작품부터 KBS 2TV에서 KBS 1TV로 이동 |
| 《하얀 민들레》    | 1996년 9월 2일 ~ 1997년 3월 1일   |                                        |
| 《초원의 빛》      | 1997년 3월 3일 ~ 1997년 11월 1일  |                                        |
| 《모정의 강》      | 1997년 11월 3일 ~ 1998년 5월 2일  |                                        |
| 《너와 나의 노래》 | 1998년 5월 4일 ~ 1998년 9월 18일  |                                        |
| 《은아의 뜰》      | 1998년 9월 20일 ~ 1999년 4월 3일  |                                        |
| 《당신》           | 1999년 4월 5일 ~ 1999년 9월 25일  |                                        |
| 《누나의 거울》    | 1999년 9월 27일 ~ 2000년 4월 15일 |                                        |

### 2000년대
| 제목                 | 방송 일자                          | 비고 |
| -------------------- | ---------------------------------- | ---- |
| 《민들레》           | 2000년 4월 17일 ~ 2000년 10월 21일 |      |
| 《약속》             | 2000년 10월 23일 ~ 2001년 4월 21일 |      |
| 《매화연가》         | 2001년 4월 23일 ~ 2001년 11월 3일  |      |
| 《새엄마》           | 2001년 11월 5일 ~ 2002년 8월 3일   |      |
| 《인생화보》         | 2002년 8월 5일 ~ 2003년 4월 19일   |      |
| 《분이》             | 2003년 4월 21일 ~ 2003년 11월 15일 |      |
| 《찔레꽃》           | 2003년 11월 17일 ~ 2004년 6월 12일 |      |
| 《그대는 별》        | 2004년 6월 14일 ~ 2005년 1월 29일  |      |
| 《바람꽃》           | 2005년 1월 31일 ~ 2005년 8월 27일  |      |
| 《고향역》           | 2005년 8월 29일 ~ 2006년 3월 18일  |      |
| 《강이 되어 만나리》 | 2006년 3월 20일 ~ 2006년 11월 4일  |      |
| 《순옥이》           | 2006년 11월 6일 ~ 2007년 4월 28일  |      |
| 《그대의 풍경》      | 2007년 4월 30일 ~ 2007년 11월 9일  |      |
| 《아름다운 시절》    | 2007년 11월 12일 ~ 2008년 6월 6일  |      |
| 《큰 언니》          | 2008년 6월 9일 ~ 2009년 1월 2일    |      |
| 《청춘예찬》         | 2009년 1월 5일 ~ 2009년 4월 17일   |      |

### 2010년대
| 제목                   | 방송 일자                           | 비고                                                     |
| ---------------------- | ----------------------------------- | -------------------------------------------------------- |
| 《복희 누나》          | 2011년 09월 05일 ~ 2012년 02월 24일 | (본 작품부터 KBS 2TV 아침 드라마 폐지 후 KBS 2TV로 이동) |
| 《사랑아 사랑아》      | 2012년 02월 27일 ~ 2013년 03월 01일 |                                                          |
| 《삼생이》             | 2013년 03월 04일 ~ 2013년 08월 30일 |                                                          |
| 《은희》               | 2013년 09월 02일 ~ 2014년 02월 28일 |                                                          |
| 《순금의 땅》          | 2014년 03월 03일 ~ 2014년 08월 29일 |                                                          |
| 《일편단심 민들레》    | 2014년 09월 01일 ~ 2015년 02월 27일 |                                                          |
| 《그래도 푸르른 날에》 | 2015년 03월 02일 ~ 2015년 08월 28일 |                                                          |
| 《별이 되어 빛나리》   | 2015년 08월 31일 ~ 2016년 02월 26일 |                                                          |
| 《내 마음의 꽃비》     | 2016년 03월 01일 ~ 2016년 08월 27일 |                                                          |
| 《저 하늘에 태양이》   | 2016년 08월 30일 ~ 2017년 02월 25일 |                                                          |
| 《그 여자의 바다》     | 2017년 02월 28일 ~ 2017년 08월 25일 |                                                          |
| 《꽃 피어라 달순아!》  | 2017년 09월 04일 ~ 2018년 03월 02일 |                                                          |
| 《파도야 파도야》      | 2018년 03월 05일 ~ 2018년 08월 24일 | (해당 작품을 마지막으로 KBS 2TV TV소설 최종 폐지)        |

## 같이 보기
- KBS 1TV 아침 드라마
- KBS 2TV 아침 드라마
- MBC 아침 드라마
- SBS 아침연속극